# 1+1
«1+1» — загальноукраїнський телеканал, входить до медіаконгломерату «1+1 Media».

## Про канал
Телекомпанію засновано у вересні 1995 року. Програми виробництва студії вийшли в етер у вересні того ж року на «УТ-1».
Як самостійний канал «1+1» мовить з 1 січня 1997 року на місці «УТ-2». Того самого дня на телеканалі вийшов перший випуск новин ТСН із ведучою Аллою Мазур.
31 березня того самого року в ранковому етері почала виходити нова тригодинна програма «Сніданок з 1+1», що став найтривалішим ранковим прямоетерним проєктом в Україні.
З березня 2006 року в кабельних мережах США й Канади стартувала міжнародна версія телеканалу 1+1 — «1+1 International».
З 17 січня 2017 року телеканал мовить у форматі 16:9.
2019 року під час парламентських та президентських виборів в Україні канал підтримав Володимира Зеленського та Олександра Шевченка, у той же час активно критикуючи чинного на той час президента Петра Порошенка[джерело?].
19 вересня 2019 року почав мовлення у стандарті високої чіткості (HD).
24 серпня 2020 року до свого 25-річчя телеканал оновив логотип та етерну графіку.
У зв'язку з російським вторгненням в Україну з 24 лютого 2022 року телеканал цілодобово транслює інформаційний марафон «Єдині новини». До 14 червня 2024 року в етері була відсутня реклама.
8 квітня 2024 року Міністерство культури та інформаційної політики України надало каналу разом з іншими учасниками «Єдиних новин» статус критично важливого.

## Покриття
До вимкнення аналогового телемовлення 1 вересня 2018 року технічне покриття «1+1» складало 95 % території України (другий за покриттям український телеканал після суспільного телеканалу «UA: Перший»)[джерело?].

## Рейтинги
Протягом багатьох років спостерігалося зниження рейтингів і частки «1+1». За підсумками 2004 року вона становила 21,02 % (за традиційною методикою вимірювання «50+»), 2005 року — 20,1 %, 2006 року — 18,3 %, 2007 року — 16,15 %, 2008 року — 11,79 %. 2009 року частка знизилася до 9,1 % і 1+1 уперше за всю історію поступився другим місцем, серед українських телеканалів, «Новому каналу» (за комерційною авдиторією 1+1 втратив другу позицію ще минулого разу). Лише у 2011 році частка досягла 9,16 % (4-е місце).
2012 року частка каналу склала 9,67 %, 2013 року — 9,71 %, 2014 року — 8,89 %, 2015 року — 9,51 %. 2016 року канал вперше за багато років вийшов на перше місце з показником 9,98 %. Проте вже 2017 року телеканал поступився першістю і завершив рік з часткою 9,49 % (за даними системи рейтингів Nielsen).
2018 року канал зберіг частку на рівні 9,43 %.
2019 року телеканал наростив свою частку до 10,14 %.
2020 року частка телеканалу впала до 8,96 %.
2021 року телеканал дещо наростив частку до 8,99 %.

## Походження контенту
За результатами моніторингів активістів кампанії «Бойкот російського кіно», за період з 8 по 14 вересня 2014 року на телеканалі «1+1» демонстрували по 4 год 5 хв російського контенту на добу.
Окрім того, активісти оприлюднили дані, відповідно до яких за даними моніторингу 27 вересня 2014 року на телеканалі «1+1» частка російськомовного контенту становила близько 29 %.

## Засновники
Засновниками 1+1 1995 року були Олександр Роднянський, Вадим Рабінович та Борис Фуксман. В інтерв'ю Рабінович згодом стверджував, що від самого початку холдинг «1+1» було засновано Рабіновичем та Фуксманом й саме вони були співвласниками каналу, однак згодом Рабінович/Фуксман продали 50 % акцій компанії американській корпорації СМЕ, а ще згодом Фуксман та Роднянський нібито «кинули Рабіновича, забравши [його] 25 % акцій]». У деяких українських ЗМІ була оприлюднено дещо інший опис заснування телеканалу 1+1: так видання «Телекритика» повідомляло 2006 року, що «у 2002 році [Олександр] Роднянський вистояв у запеклій боротьбі [за власність телеканалу 1+1] з бізнесменом Вадимом Рабиновичем, якого неофіційно підтримував київський мер Олександр Омельченко. Рабинович намагався позбавити „1+1“ ліцензії на мовлення на УТ-2, оскаржуючи в суді результати конкурсу, проведеного Національною радою з питань телебачення і радіомовлення. Згодом, під час подій кінця 2004 - початку 2005 року, Роднянський визнав, що ціною залагодження цієї справи була гарантія цілковитої лояльності каналу [1+1] до режиму Кучми».

## Власники
З часу заснування телекомпанія «Студія 1+1» належала трьом власникам: 20 % — голові ради директорів каналу Олександру Роднянському, 30 % — американській медіакорпорації Central European Media Enterprises Ltd. (CME, засновник і головний акціонер Рональд Лаудер), 50 % — компанії «Інтер-медіа», що своєю чергою належить німецькій компанії Innova-Film, яку до останнього часу контролював Борис Фуксман.
У 2005—2008 роках CME поступово викупила в партнерів ще 70 % акцій і довела свою долю до 100 %.
Протягом 2009—2010 років СМЕ продала телеканал своєму міноритарному акціонеру Ігорю Коломойському. Остаточно угода з продажу завершилася у квітні 2010 року.
З квітня 2010 року 100 % акцій телекомпанії належить «1+1 медіа», якою повністю володіє Ігор Коломойський.
У 2020—2021 роках з декларації за 2019 рік кума Володимира Путіна та народного депутата ВРУ, голови політради проросійської партії ОПЗЖ Віктора Медведчука стало відомо, що його дружина Оксана Марченко володіла компанією «Bolvik Ventures LTD» і має у власності 8,22 % акцій телеканалу. Компанія раніше належала Ігорю Суркісу і є одним із власників каналів «1+1» та «2+2» (24,51 %).
23 жовтня 2023 року Ігорем Коломойським, який є і залишається кінцевим бенефіціарним власником групи компаній «1+1 media», було прийнято рішення передати на 5 років свої корпоративні права в медіахолдингу в управління трудовому колективу в особі чинного генерального директора компанії — Ярослава Пахольчука. Відповідна заява була адресована трудовому колективу «1+1 media» та Національній раді з питань телебачення та радіомовлення.

## Мовлення

### Супутникове мовлення
| Супутник          | Стандарт | Частота, МГц | Швидкість | Поляризація       | FEC | Формат зображення | Помітки | Кодування |
| ----------------- | -------- | ------------ | --------- | ----------------- | --- | ----------------- | ------- | --------- |
| Astra 4A (4.8°E)  | DVB-S2   | 11766        | 30000     | горизонтальна (H) | 2/3 | MPEG-4            | EPG     | FTA       |
| Astra 3C (23.5°E) | DVB-S2   | 12285        | 30000     | вертикальна (V)   | 2/3 | MPEG-4            | EPG     | FTA       |

На час воєнного стану через російське вторгнення в Україну з 24 лютого по 14 липня 2022 року основна версія телеканалу «1+1» мовила у відкритій незакодованій версії на параметрах «1+1 International».

### Етерне цифрове мовлення
| Канал | Мультиплекс | Стандарт | EPG | Формат мовлення |
| ----- | ----------- | -------- | --- | --------------- |
| 3     | MX-1        | DVB-T2   | Ні  | SD 576i 16:9    |

### Час
До 2005 року час мовлення «1+1» був різним:
- З початку існування каналу з 1995 до 1996 року програмна продукція виробництва «Студії 1+1» транслювалась на УТ-1 в обсязі 2-5 години на день, показуючи фільми та серіали.
- Опівночі 1 січня 1997 року, показом другої частини фільму «Операція „З новим роком!“», «1+1» почав мовлення як самостійний телеканал на Другому каналі українського телебачення, почергово з «УТ-2», який мовив в денному слоті. З 1997 по 1998 роки обсяг мовлення каналу «1+1» кожного дня — з 07:00 до 10:00 і з 18:00 до 02:00. З 1998 по 1999 роки обсяг мовлення каналу «1+1» становив від 13 до 15 годин на добу: кожного дня — з 07:00 до 10:00 і з 16:00 до 02:00. З 1999 по 2001 роки у будні — з 07:00 до 10:00 і з 16:00 до 02:00, та у вихідні — з 07:00 до 10:00 і з 15:00 до 02:00.
- З 19 листопада 2001 до 4 липня 2004 року обсяг мовлення «1+1» становив 15 годин на добу щодня — з 07:00 до 10:00 і з 14:00 до 02:00.
- З 19 липня по 15 серпня 2004 року обсяг мовлення «1+1» був таким, як і у будні з 1997 по 2001 рік. Різниця полягала лише у тому, що каналу надали час для мовлення до 04:00. Це було зумовлено тим, що в липні 2004 року Національна рада України з питань телебачення і радіомовлення оголосила конкурс на право мовлення на другому загальнонаціональному телеканалі («УТ-2») у вільні відрізки часу: щодня з 04:00 до 07:00 і з 10:00 до 16:00, тобто 9 годин на добу. Втім, нічне мовлення «1+1» зазвичай закінчувалося близько 02:00 або пізніше.

З 30 липня 2004 року канал отримав право на збільшення обсягу мовлення до 24 годин на добу, що дало змогу зробити цілісну та логічно завершену сітку мовлення. Перехід на цілодобове мовлення розпочався 16 серпня 2004 року, він був поетапним:
- з 30 серпня по 3—5 вересня 2004 року обсяг мовлення «1+1» становив 18 годин на добу: з 06:00 до 10:00 та з 14:00 до 04:00;
- в період з 4 по 5 вересня 2004 року «УТ-2» припинив своє існування, канал «1+1» почав 22-годинне мовлення: з 06:00 до 04:00; так тривало до 13 лютого 2005 року;
- З 14 лютого 2005 року «1+1» остаточно розпочав цілодобове мовлення.

## Логотипи й оформлення
Телеканал змінив 14 логотипів. Нинішній — 15-й за ліком.
| Логотип | Опис |
| ------- | --- |
|         | З 3 вересня 1995 до 1 вересня 1996 року, та з 16 вересня 1996 до 31 серпня 1997 року, логотип були щільно з'єднані дві сірі одиниці та синій плюс. Знаходився у правому нижньому куті. |
|         | З 2 до 15 вересня 1996 року, логотип був змінений. Він виглядав так: дві одиниці, між ними був образ місяця, закінчення яке було в західно-північній області, у вигляді плюса, над одиницями і плюсом у вигляді місяця, також була зображена дуга. Одиниці мали вигляд як у першому лого, але без нижньої лінії. Логотип був синього кольору. Знаходився у правому нижньому куті. |
|         | З 1 вересня 1997 до 14 жовтня 2001 року логотипом були дві жирні одиниці та жирний плюс, які були розущільнені та з'єднані по кінцях. Колір логотипу — синій градієнт. Знаходився у правому верхньому куті. |
|         | З 15 жовтня 2001 до 15 вересня 2010 року логотипом були дві сірі одиниці та сірий плюс, що мав помітні білі контури по краях логотипу, і логотип був напівпрозорим. Знаходився там само. З 13 вересня 2007 до 25 серпня 2009 року логотип мав білий лівий край. З 26 серпня 2009 до 15 вересня 2010 року у логотипа був відсутній контур «плюсу».                                 |
|         | З 16 вересня 2010 до 25 червня 2013 року логотипом були дві білі одиниці та білий плюс, злегка зменшений у розмірі. Логотип був трохи прозорим. |
|         | З 26 червня до 25 липня 2013 року логотипом були дві сірі одиниці та сірий плюс, що мав чорні чіткі контури. Логотип був напівпрозорим. |
|         | З 6 грудня 2013 до 16 жовтня 2019 року логотипом були дві сірі напівпрозорі одиниці та сірий плюс, під якими знаходиться напис «ТИ НЕ ОДИН» і логотип був напівпрозорим. З 31 грудня 2014 до 30 листопада 2015 року праворуч від логотипу знаходився прапор України. |
|         | З 17 жовтня 2019 до 31 грудня 2021 року логотипом були дві білі одиниці та білий плюс, під якими знаходиться напис «ТИ НЕ ОДИН», логотип став непрозорим. З 24 серпня 2020 року логотип збільшений у розмірі. |
|         | Під час пандемії коронавірусу з 30 березня до 9 липня 2020 року використовувався той самий логотип, але напис «ТИ НЕ ОДИН» був виконаний червоним кольором на білому тлі. Над логотипом знаходилося зображення даху будинку з трубою білого кольору. |
|         | З 1 січня до 30 листопада 2022 року використовувався такий самий логотип, але без підпису «ТИ НЕ ОДИН». З 22 лютого до 10 червня 2022 року біля логотипа був прапор України в серці з підписом «#UAразом». З 11 червня до 5 липня 2022 року праворуч логотипа розташовувався прапор України.                                                                                      |
|         | З 1 грудня 2022 до 16 червня 2024 року внизу логотипу було додано білий підпис «МАРАФОН». |
|         | З 17 червня 2024 року використовується той самий логотип, але білий підпис «МАРАФОН» розташовано на червоному тлі. Логотип збільшився у розмірі та перемістився в лівий верхній кут. |
|         | Логотип телеканалу, який використовується в анонсах та заставках, а також на офіційному сайті та у ЗМІ |

### Палітра оформлення каналу
- З 1 вересня 1997 по 4 вересня 2005 року основним кольором в оформленні «1+1» був синій.
- З 5 вересня 2005 року основними кольорами в оформленні «1+1» є червоний та білий.
- З 1 січня 2015 по 23 серпня 2020 року кольори оформлення чергувалися залежно від часу доби. Вранці та вдень в анонсах переважав білий колір (із червоним текстом), ввечері — червоний (з білим кольором), після 23:00 у нічний час використовувався фіолетовий колір із білим текстом.
- З 24 серпня 2020 року до свого 25-річчя канал трохи змінив логотип та оформлення. Кольори залишились ті ж самі, однак вже не чергуються, а пошарово створюють ефект переміщення по анонсах[37]. З осені 2020 року у міжпрограмних заставках було додано анімацію, пов'язану з порою року, або особливим днем/періодом (дні пам'яті, державні свята тощо).

### Виробництво
- 1995—2009 — студія «1+1 Video Design»
- з 2009 року — студія «1+1 Production»

## Колектив
До 2019 року генеральним директором каналу був Олександр Ткаченко, зараз посаду обіймає Ярослав Пахольчук. Натомість Ткаченко має статус почесного президента «1+1 Media».
Телеканалом керували: Олександр Роднянський, Володимир Оселедчик, Юрій Морозов, Ольга Герасим'юк, Максим Варламов, Олександр Ткаченко.

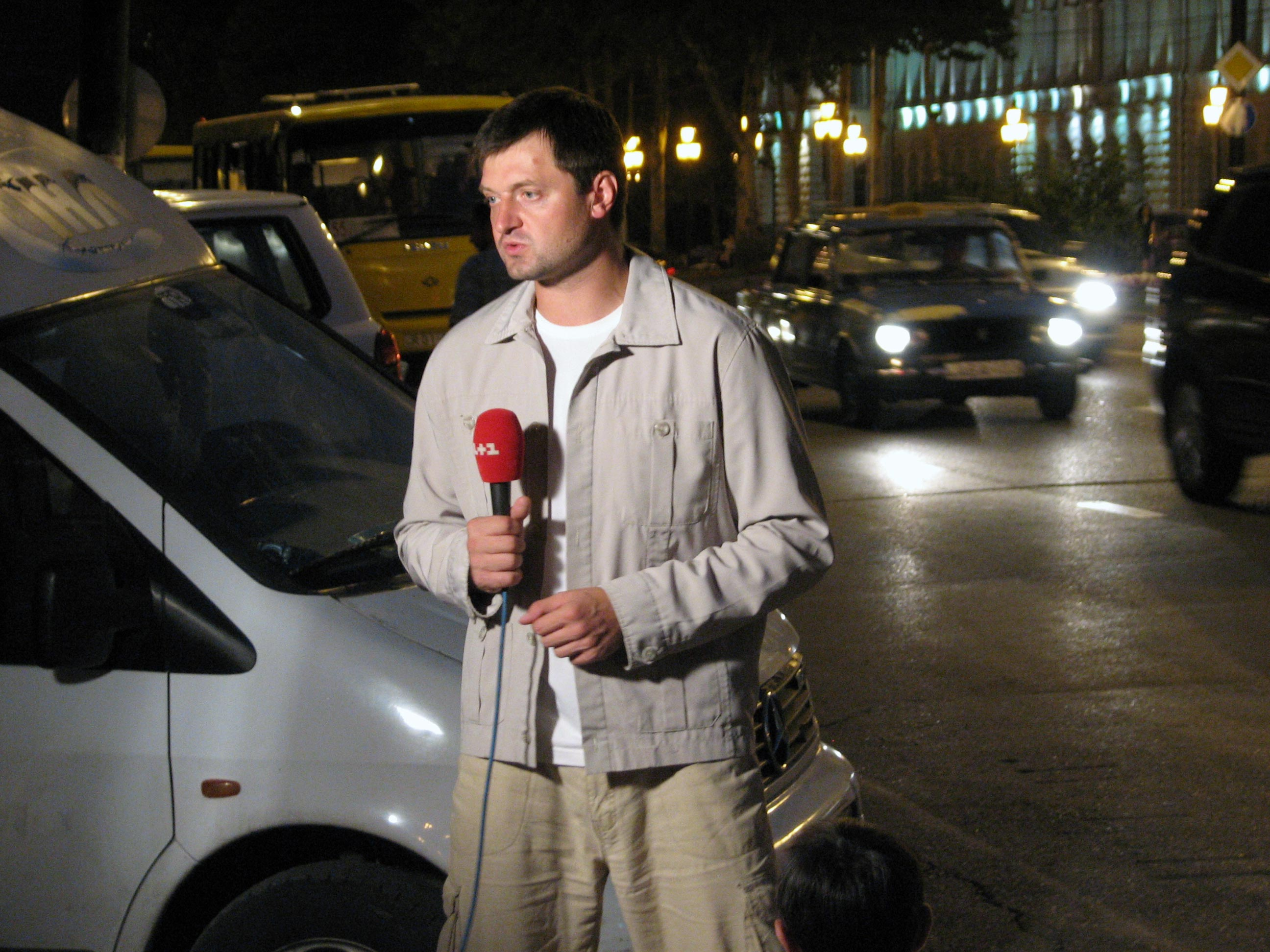
Кореспондент ТСН Олександр Моторний

На телеканалі працювали наступні журналісти: Юрій Макаров, Микола Вересень, Данило Яневський, Олександр Кривенко, Олексій Мустафін, Андрій Шевченко, Віктор Коваленко, Ганна Безулик, Олесь Терещенко та інші.

### Ведучі
- Руслан Сенічкін — ведучий ранкової програми «Сніданок з 1+1», володар премії «Телетріумф», телекулінар, шоумен, журналіст і автор трьох кулінарних книжок
- Людмила Барбір — ведуча ранкової програми «Сніданок з 1+1», акторка, викладачка та спікерка школи «1+1 media school»
- Єгор Гордєєв — ведучий ранкової програми «Сніданок з 1+1», продюсер шоу «Твій День»[39][40], спікер школи «1+1 media school»
- Неля Шовкопляс — ведуча ранкової програми «Сніданок з 1+1», волонтерка проєкту «Здійсни мрію», спікерка школи «1+1 media school»
- Валентина Хамайко — ведуча ранкової програми «Сніданок. Вихідний», спікерка школи «1+1 media school», актриса, модель. Валентина захоплюється випічкою, авторка кулінарної книжки «Солодка Неділя» та співавторка книги «Сім'я: бізнес-проєкт XXI століття»
- Олександр Попов — ведучий ранкової програми «Сніданок. Вихідний», актор серіалів, кіно та театру
- Марічка Падалко — ведуча новин ТСН, спікерка школи «1+1 media school»
- Лідія Таран — ведуча новин ТСН, спікерка школи «1+1 media school», кураторка благодійного проєкту «Здійсни мрію», володарка премій «Телезірка» та «Телетріумф»
- Наталія Мосейчук — ведуча новин ТСН та ведуча ток-шоу «Право на владу», кураторка освітнього соціального проєкту «Право на освіту» та «Школа Супергероїв», кураторка національної премії для вчителів «Global Teacher Prize Ukraine»
- Соломія Вітвіцька — ведуча новин ТСН та телепрограми «Вражаючі історії ТСН», журналістка, кураторка соціального мультимедійного проєкту «Переможці»
- Алла Мазур ― ведуча новин «ТСН. Тиждень», журналістка, володарка рекордної кількості професійних нагород, а саме 8 статуеток премії «Телетріумф». Саме Алла була ведучою першого в історії випуску ТСН 1 січня 1997 року
- Юрій Горбунов — ведучий шоу «Голос країни», «Танці з зірками», «Маскарад», актор, шоумен, креативний продюсер усіх частин фільму «Скажене весілля» та серіалу «Великі Вуйки». Заслужений артист України та шестиразовий володар премії «Телетріумф»
- Святослав Гринчук — ведучий новин ТСН, журналіст
- Влад Яма — ведучий шоу «Твій День», танцюрист, суддя проєкту «Танці з зірками»
- Тімур Мірошніченко — ведучий шоу «Твій День», український коментатор пісенного конкурсу «Євробачення», ведучий «Євробачення 2017» у Києві
- Стася Ровінська — ведуча шоу «Твій День», акторка
- Володимир Рабчун — ведучий шоу «Твій День», до переїзду в Україну працював теле- та радіоведучим в Ізраїлі
- Руслана Писанка † — ведуча шоу «Твій День», актриса театру та кіно
- Ірина Ванникова — ведуча шоу «Твій День», заслужена журналістка України[41]

## Наповнення етеру

### Інформаційні програми
- «ТСН» (Телевізійна Служба Новин)
- «ТСН. Тиждень»
- «Українські сенсації»
- «Сніданок з 1+1»
- «Сніданок. Вихідний»
- «Життя відомих людей»
- «Вражаючі історії ТСН»
- «Твій День»
- «Твій вечір»
- «ПроСпорт»

### Телепрограми та телешоу

#### Двомовні (українською та російською)
- «Міняю жінку»
- «Одруження наосліп»
- «Світ навиворіт з Дмитром Комаровим»
- «Мандруй Україною з Дмитром Комаровим»
- «Світське життя з Катериною Осадчою»
- «Вечір прем'єр з Катериною Осадчою»
- «Голос країни»
- «Голос. Діти»
- «Жіночий квартал»
- «Вечірній Квартал»
- «Розсміши коміка»
- «Розсміши коміка. Діти»
- «Ліга сміху»
- «Танці з зірками»
- «Майже колишні»
- «Ліпсінк Батл»
- «Маскарад»
- «#ГУДНАЙТ_КЛАБ» (у 2018 році — «#ГУДНАЙТШОУ»)

### Телесеріали та вебсеріали

#### Російською
- «День народження Буржуя» (рос. «День рождения Буржуя», 2000—2001) (у копродукції з російським телеканалом «НТВ»)
- «Свати» (рос. «Сваты» 2013, 2021) (раніше — на телеканалі «Інтер»)
- «Поцілуймося» (рос. «Давай поцелуемся», 2014)
- «Все одно ти будеш мій» (рос. «Все равно ты будешь мой», 2015)
- «Хазяйка» (рос. «Хозяйка», 2016)
- «Матусі» (рос. «Мамочки», 2016, спільно з російським телеканалом «СТС»)
- «Відьма» (рос. «Ведьма») (2016)
- «Центральна лікарня» (рос. «Центральная больница», 2016)
- «Чудо за розкладом» (рос. «Чудо по расписанию», 2016)
- «Гроза над Тихоріччям» (рос. «Гроза над Тихоречьем», 2016)
- «Випадкових зустрічей не буває» (рос. «Случайных встреч не бывает», 2016)
- «Біженка» (рос. «Беженка», 2016)
- «Папараці» (рос. «Папарацци», 2016)
- «„Найкращий“ тиждень мого життя» (рос. «"Лучшая" неделя моей жизни», 2016)
- «Кандидат» (2016) (Серіал був знятий з етеру після одного тижня трансляції через низькі рейтинги. Було показано 8 із 16 серій серіалу. Решта серій була розміщена на сайті телеканалу для онлайн-перегляду)[42]
- «Хороший хлопець» (рос. «Хороший парень», 2016)
- «Дівчина з персиками» (рос. «Девушка с персиками», 2017)
- «Сувенір з Одеси» (рос. «Сувенир с Одессы», 2017)
- «За три дні до кохання» (рос. «За три дня до любви», 2018)
- «Полюби мене такою» (рос. «Полюби меня такой», 2018)
- «Подаруй мені щастя» (рос. «Подари мне счастье», 2020)
- «100 тисяч хвилин разом» (рос. «100 тысяч минут вместе», 2021)
- «Джек & Лондон» (2021)
- «Різниця у віці» (рос. «Разница в возрасте», 2021)
- «Дикі» (рос. «Дикие», 2022)
- «Дім Бобринських» (2022)

#### Двомовні (українською та російською)
- «Сімейні мелодрами» (2010—2016) (перший сезон серіалу називався «Сімейні драми», але після появи російської версії проєкту наступні сезони мали назву «Сімейні мелодрами»)
- «Останній москаль» (2015—2016) — українською та російською мовами
- «Століття Якова» (2016) — українською та російською мовами
- «Катерина» (2016) — українською та російською мовами
- «Село на мільйон» (2016—2017) — українською та російською мовами
- «Догори дриґом» (2017) — українською та російською мовами
- «Маршрути долі» (2019) — українською та російською мовами
- «Великі Вуйки» (2019—2020) — українською та російською мовами
- «СидОренки-СидорЕнки» (2019—2020) — українською та російською мовами

#### Українською
- «Тільки кохання» (2010)
- «Школа» (2017—2018)
- «Дві матері» (2018)
- «Секс, інста і ЗНО» (2020)
- «Слов'яни» (2021) (у копродукції зі словацьким телеканалом «TV JOJ»)
- «Моя улюблена Страшко» (2021)

### Іноземні серіали
- «NCIS: Полювання на вбивць»
- «Агент національної безпеки»
- «Агентство моделей»
- «Асі»
- «Баффі — переможниця вампірів»
- «Без сліду»
- «Бригада»
- «Вогненна зона»
- «Вісімдесяті»
- «Вітер кохання»
- «Величне століття: Нова володарка»
- «Величне століття: Роксолана»
- «Вокер, техаський рейнджер»
- «Геркулес: Легендарні подорожі»
- «Грім у раю»
- «Десяте королівство»
- «Династія» (1981, 1—2 сезони)
- «Діагноз»
- «Дівчата Гілмор»
- «Дівчинка з океану»
- «Дорослі діти»
- «Друзі»
- «Ес Клаб Севен»
- «Жінка» (Туреччина)
- «Жюлі Леско»
- «З привітом із Шанхая»
- «Заборонене кохання»
- «Загадкова Леді»
- «Закон і порядок»
- «Земля кохання, земля надії»
- «І прийде кохання»
- «Інтерни»
- «Кадети»
- «Каменська»
- «Касл»
- «Клон»
- «Клубничка»
- «Коломбо»
- «Корольок — пташка співоча» (2013)
- «Кохання Мер'єм»
- «Кохання проти долі»
- «Красуня Джек, красунчик Джил»
- «Крила кохання»
- «Ксена: принцеса-воїн»
- «Кухня»
- «Лессі»
- «Лікар мафії»
- «Лоїс і Кларк: Нові пригоди Супермена»
- «Любов і таємниці Сансет Біч»
- «Любов та покарання»
- «Мама» (Туреччина)
- «Марш Турецького»
- «Могутні рейнджери: Містична сила»
- «Моє чуже життя»
- «Моя кохана Діла»
- «Моя прекрасна нянька»
- «Навчи мене кохати»
- «Надприродне»
- «Наречена зі Стамбула»
- «Наші пані у Варшаві»
- «Не родись вродлива»
- «Незабутнє»
- «Не краса по-американськи»
- «Нескінченне кохання»
- «Неш Бріджес: Поліцейський із Сан-Франциско»
- «Обережно, модерн!»
- «Перші поцілунки»
- «Печерна дівчина»
- «Піратські острови»
- «Повернення на Юпітер»
- «Пристрасті по-італійськи»
- «Район Беверлі-Гіллз»
- «Район Мелроуз»
- «Рятівний патруль»
- «Секс і місто»
- «Сила. Повернення додому»
- «Сила кохання Феріхи»
- «Скліфосовський»
- «Солті»
- «Спецзагін Кобра 11 — дорожня поліція»
- «Таємний агент Нікіта»
- «Татусеві доньки»
- «Теорія брехні»
- «Терпкий смак кохання»
- «Тисяча і одна ніч»
- «Тисячоліття помсти»
- «Трохи не при собі»
- «Уламки щастя»
- «Усі жінки — відьми»
- «Фатмаґюль»
- «Філ з майбутнього»
- «Цілком таємно»
- «Чиказька надія»
- «Чорна троянда»
- «Чорнобиль»
- «Шерлок»
- «Школа виживання»
- «Щоденник лікаря Зайцевої»
- «Я знову тебе кохаю»

### Програми
- «Без табу»
- «Документ»
- «Україна. Історія катастроф»
- «Право на владу»
- «Життя без обману»
- «Громада на мільйон»
- «Щоденник медіума»
- «Їмо за 100»
- «Король десертів»
- «Модель XL»
- «Інспектор. Міста»
- «Мольфар»
- «Гроші»
- «Секретні матеріали»
- «Судові справи: Злочин і кара» (пізніше на «Інтері»)
- «Дубінізми»

### Розважальні передачі
- «Криве Дзеркало»
- «Вісті»
- «Городок»
- «Шоу на два мільйони»
- «Зірка+Зірка»
- «Зірки в опері»
- «Що ти робив минулої п'ятниці?» (ведучі Павло Воля і Дмитро Домбровський)
- «Перший мільйон»
- «Хто там?»
- «Лото-Забава»
- «Танцюю для тебе»
- «100% Україна»
- «Я люблю Україну»
- «Суперзірка»
- «Пекельна кухня»
- «Tkachenko.ua»
- «Побий ведучого»
- «Моя хата скраю»
- «Великі перегони»
- «Просто шоу»
- «Сам собі режисер»
- «Поле чудес»
- «Аншлаг»
- «Вишка»
- «Кохання без кордонів»
- «Битва хорів»
- «Великий Пекарський Турнір»
- «Інспектор Фреймут»
- «Красуня за 12 годин»
- «Битва салонів»
- «Найкращий ресторан з Русланом Сенічкіним»
- «На ножах»
- «Принц бажає познайомитися»
- «Де-мократія?»
- «Ігри приколів»
- «4 весілля»

### Мультсеріали
- «Angry Birds Toons»
- «Казкова Русь»
- «Маша та Ведмідь»
- «Ескімоска»
- «Козаки. Футбол»
- «Назад в майбутнє»
- «Живчик та його друзі»
- «Суперкрихітки»
- «Месники: Могутні герої Землі»
- «Людина-павук. Щоденник супергероя»
- «Черепашки ніндзя Наступна мутація»
- «Пригоди ведмедиків Ґаммі»
- «Клуб Мікі Мауса»
- «Аладдін»
- «Темний плащ» (рос.)
- «Чіп і Дейл — бурундучки-рятівнички»
- «Качині історії»
- «Черепашки-ніндзя: Наступна мутація»
- «Пригоди Котигорошка та його друзів»

## Нагороди
- 2001 — Телетріумф у номінації «Телевізійний дизайн»
- 2002 — Телетріумф у номінації «Телевізійний дизайн»
- 2006 — Телетріумф у номінації «Телевізійний дизайн»
- 2007 — Телетріумф у номінації «Телевізійний дизайн»
- 2008 — Телетріумф у номінації «Телевізійний дизайн»

## Критика

### Засилля російськомовного продукту
За усі роки існування телеканалу, свою оригінальну кінопродукцію як от телефільми та телесеріали він створював майже виключно російською мовою.
У вересні 2014 року телеканал зазнав критики з боку громадськості після того, як за результатами моніторингу ГО «Бойкот російського кіно» стало відомо, що 1+1 та інші українські телеканали транслювали значно більше російськомовних фільмів та серіалів аніж україномовних. Однак, критика з боку громадськості у 2014 році не вплинула на політику телеканалу й вони продовжили транслювання переважно російськомовної кінопродукції.
У лютому 2020 року телеканал зазнав критики з боку громадськості після того, як генеральний продюсер «1+1» та керівник телебізнесу «1+1 media» Максим Кривицький разом з продюсеркою серіального виробництва «1+1 media» Оленою Єремеєвою заявили на пресконференції що з бізнес міркувань всі 7 нових мелодраматичних телесеріалів медіагрупи у 2020 році буде знято російською мовою оскільки «знайти тональність української мови, щоб глядач її сприймав, непросто» та тому що «мелодрами українською мовою дивляться гірше, ніж комедії». Після негативної реакції суспільства на такі українофобські заяви медіагрупи «1+1 media», вона виступила з офіційною заявою, де просить «штучно не форсувати тему української мови» щодо каналів медіагрупи та заявила що вони вже й так знімають багато комедійних телесеріалів українською.

### Незаконне прослуховування журналістами «1+1» Кабінету міністрів України
5 лютого 2020 року у редакції програм розслідування на телеканалі «1+1» СБУ провела обшук у справі «плівок Гончарука». Вилучили обладнання у 2 журналістів цієї редакції. «1+1 медіа» та низка медійників, зокрема, Сергій Томіленко, негативно відреагували на дії СБУ, оцінивши це, як тиск на свободу слова. У СБУ сказали, що діяли законно. Через це свої засідання терміново скликали Комітети Верховної Ради з питань гуманітарної політики та з питань свободи слова, відповідно. Відреагував на обшуки і Президент України Володимир Зеленський.

### Конфлікт з YouTube-каналом «Geek Journal»
22 січня 2021 року запорізький блогер під псевдонімом Тайлер Андерсон заявив, що його YouTube-канал «Geek Journal» з кінооглядами можуть закрити через скарги з боку «1+1» на контент блогу.
У відео, опублікованому 20 січня, автор розповідає історію каналу та критикує його сучасну політику, зокрема за російський контент. Невдовзі після публікації цього відео канал отримав відразу три страйки через скарги «1+1». Відповідно до правил YouTube, 28 січня 2021 року канал блокується. Приводом для скарг з боку «1+1» стало використання у відео коротких епізодів з програм телеканалу, що, на думку каналу, є порушенням авторських прав. Сам Тайлер Андерсон стверджує, що використовував такі фрагменти на умовах Fair use. YouTube дозволяє робити короткі запозичення з інших відео з метою цитування, і алгоритми сервісу не сприймають їх як порушення. Користувачі критикують дії «1+1», висловлюють підтримку Тайлерові та закликають адміністрацію YouTube не видаляти канал «GeekJournal».
Водночас у групі «1+1 медіа» в коментарі сайту «MediaSapiens» наголосили, що принцип fair use, на який посилається Тайлер Андерсон, не можна застосувати до каналів з монетизацією та, зокрема, до заблокованих відео, оскільки вони містять рекламну інтеграцію.
|  | У відповідь на заяву автора YouTube-каналу Geek Journal щодо упередженості Групи 1+1 media у блокуванні інтернет-контенту, інформуємо, що 1+1 media виступає за захист авторського права та боротьбу з незаконним використанням контенту медіахолдингу на усіх майданчиках. Регулярно, за допомогою власної розробки – технологічного сервісу захисту авторських прав SUDUM, – група оперативно виявляє та блокує піратський контент в інтернеті, у тому числі на відеохостингу YouTube. Лише за два останні роки програмою SUDUM було виявлено та заблоковано понад 270 тисяч відео, а із Google видалено більше 110 тисяч посилань на піратський контент, що порушує авторські права. |

Також у групі зазначили, що використання контенту «1+1 media», як і інших медіагруп, оглядачами чи блогерами в інтернеті, дозволено лише за попередніх домовленостей з правовласниками. Будь-яке копіювання, трансляція чи поширення контенту без такого дозволу є незаконним і розцінюється як піратство.
Наступного дня страйки з YouTube-каналу «Geek Journal» були зняті. А згодом «1+1 медіа» опублікувала заяву, що не відкликала свої скарги.
|  | Наразі ці відео, на які креатор вищезазначеного каналу не мав авторських прав, на відеохостингу відсутні, що й було метою скарг. |

### Відмова виконувати закон про мову та транслювати контент українською (2021)
З 19 по 21 липня 2021 року телеканал «1+1» транслював серіал «Свати» з українським дубляжем через те, що 16 липня 2021 року вступили окремі положення закону України «Про забезпечення функціонування української мови як державної». Ці положення зобов'язують телеканали транслювати 100 % своїх фільмів та серіалів з українськомовною аудіо-доріжкою. Однак, вже 22 липня представники телеканалу заявили, що телеканал почав транслювати серіал мовою оригіналу через «негативну реакцію на дубльований [українською мовою] продукт з боку великої частини наших глядачів, які історично звикли до перегляду улюблених фільмів та серіалів саме у тому вигляді та з тим колоритом, з яким продукт було створено від початку», й тому до трансляції українськомовного контенту фільмів та серіалів медіагрупа буде «переходити поступово». Також, медіагрупа «1+1 media» зауважила що «продовжить інвестувати у якісний дубляж і контент українською мовою та спонукати глядача дивитися українською».
У відповідь на цю публічну заяву «1+1 media» про відмову дублювати іншомовні фільми/серіали українською народний депутат з партії «Європейська солідарність» Микола Княжицький 23 липня 2021 року публічно звернувся до Національної ради з питань телебачення та радіомовлення з проханням відреагувати на порушення телеканалом «1+1» закону про мову. Згодом цю публічну заяву «1+1 media» також прокоментував медіаюрист Алі Сафаров, який підкреслив що трансляція фільмів та серіалів з російськомовною аудіо-доріжкою після 16 липня 2021 року є прямим порушенням закону і підкреслив що закон «не містить виключень для телеканалів, навіть якщо вони активно сприяли обранню чинного президента» та зауважив що «закон передбачає санкції проти таких порушників як телеканал „1+1“». Схожу оцінку рішення медіагрупи 1+1 media про відмову дублювати українською іншомовні фільми/серіали згодом дала й редакторка видання «Detector.media» Наталя Лигачова, яка назвала це рішення медіагрупи «ганьбою та соромом».

## Судові позови та борги власників

### Судові позови
У березні 2019 року тодішній Президент Порошенко подав до суду на «1+1» за «систематичну брехню в особливо великих розмірах, за поширення гігантських масштабів дезінформації, що завдають шкоди честі та гідності кандидата в президенти і президента».
У липні 2019 року на канал подав до суду мер Києва Віталій Кличко разом з братом Володимиром. Причина: кампанія з дискредитації політика.

### Борги власників
Наприкінці грудня 2016 — на початку 2017 року телеканал 1+1 опинився під загрозою закриття через борги державі власника Ігоря Коломойського, пов'язані із фінансовими махінаціями «ПриватБанку», співвласником якого був Коломойський до його націоналізації.
За словами власника 1+1 Ігоря Коломойського, ініціаторами націоналізації виступили п'ятий президент України Петро Порошенко, голова Нацбанку України Валерія Гонтарева та Перший заступник голови НБУ Катерина Рожкова. Проте прем'єр-міністр України Володимир Гройсман заявив, що чутки про позбавлення ліцензії телеканалу «1+1» безпідставні.

## Зауваги
1. ↑  Читається «один плюс один»; розм.-жарг. «Плюси»[4][5][6]